# Повторяющееся поведение, сосредоточенное на теле
Повторяющееся поведение, сосредоточенное на теле (англ. Body-focused repetitive behavior, BFRB) представляет собой группу импульсивных и компульсивных действий, характеризующихся многократным воздействием человека на собственное тело. Подобное поведение включает в себя трихотилломанию (выдёргивание волос), онихофагию (обгрызание ногтей), дерматилломанию (выщипывание и расчёсывание кожи), а также привычка кусать губы или щёки. Эти расстройства сочетают в себе элементы автоматических привычек и осознанных ритуалов, приводящие к физическим повреждениям тканей и значительному психологическому дистрессу.
Современные исследования подчёркивают сложную этиологию BFRB, объединяющую нейробиологические факторы, генетическую предрасположенность и психологические триггеры, при этом эффективные стратегии лечения требуют комплексного подхода, сочетающего когнитивно-поведенческие методы с фармакотерапией.

## Основные характеристики
- Неосознанность: Многие эпизоды BFRB совершаются автоматически, без полного осознания. Человек может обнаружить последствия (например, ранки или залысины) уже после завершения действия.
- Импульсивность и компульсивность: Поведение может носить навязчивый характер: перед его совершением человек испытывает напряжение или тревогу, а после — кратковременное облегчение.
- Повторяемость: BFRB носит регулярный характер, часто становясь автоматическим способом реагирования на стресс, тревогу или скуку.

## Распространённые формы
- Трихотилломания — навязчивое выдёргивание волос на голове, бровях, ресницах или теле, приводящее к залысинам и социальному дискомфорту.
- Онихофагия — компульсивное обгрызание ногтей и околоногтевой кожи, часто возникающее на фоне тревожности или при стрессовых ситуациях.
- Дерматилломания — расчесывание и выщипывание кожи или выдавливание прыщей и родинок, что может приводить к раздражению, рубцам и инфекциям.
- Прикусывание губ и щёк — привычка кусать слизистую, часто возникающая в моменты стресса или сосредоточенности.

Распространённость
Точные данные о распространённости BFRB затруднены из-за недостаточной диагностики. Однако исследования показывают, что различные формы BFRB встречаются у нескольких процентов населения (2-5 %).

### Причины и механизмы
Точные причины BFRB до конца не изучены, но предполагается, что расстройство развивается из-за комбинации биологических и психологических факторов.
Психологические факторы
Модель дифференциального подкрепления предполагает, что BFRB закрепляется через негативное (снятие напряжения) и позитивное (тактильная стимуляция) подкрепление. Исследования методом экологической мгновенной оценки выявили, что 68 % эпизодов провоцируются состояниями скуки, 42 % — тревогой, а 23 % — усталостью.
Когнитивные искажения при BFRB включают катастрофизацию последствий («Если не выдерну этот волос, не смогу сосредоточиться») и перфекционизм («Кожа должна быть идеально гладкой»). Эти мыслительные паттерны поддерживают цикличность поведения через механизмы когнитивного слияния.
Помимо психологических факторов, так же можно отметить генетическую предрасположенность (вероятность BFRB выше у людей, чьи родственники имеют схожие поведенческие паттерны), нейробиологические особенности (нарушения в системах дофамина и серотонина, ответственных за импульс-контроль), а также закрепление привычки (повторение действия в ситуациях напряжения формирует устойчивый рефлекс).
Клинические проявления
Физические повреждения — трихотилломания проявляется повторяющимся выдёргиванием волос с волосистой части головы (в 72 % случаев), бровей (56 %), ресниц (53 %) и лобковой области (27 %), приводя к образованию чётко очерченных участков алопеции.
При дерматилломании пациенты тратят в среднем 1-2 часа в день на манипуляции с кожей, вызывая эрозии, язвы и рубцовые изменения.

### Диагностика
В пятом издании DSM-5 трихотилломания и экскориационное (дерматилломания) расстройства выделены в отдельную категорию обсессивно-компульсивного спектра, тогда как другие формы BFRB остаются предметом клинических дискуссий.
Диагностические критерии включают:
- Регулярность и частота повторяющихся действий.
- Потеря контроля над поведением.
- Связанный с этим эмоциональный дистресс.

### Лечение
Психотерапия
Когнитивно-поведенческая терапия (КПТ) — помогает отслеживать триггеры, заменять вредные привычки безопасными действиями.
Терапия принятия и ответственности (ACT) — акцентируется на осознании своих действий без попыток полного контроля.
Групповая терапия — взаимная поддержка уменьшает чувство изоляции.
Медикаментозное лечение
Специфического лекарства от BFRB нет, но иногда назначают ингибиторы обратного захвата серотонина (SSRIs) и другие препараты, уменьшающие тревогу и импульсивность.
Профилактика и прогноз
Раннее обращение за помощью повышает эффективность терапии.
Осознанность и самоконтроль (ведение дневников, медитация) помогают отслеживать триггеры.
Долгосрочная поддержка необходима, так как возможны рецидивы.